# Crawford (Maine)
Crawford ist eine Town im Washington County des Bundesstaates Maine in den Vereinigten Staaten. Im Jahr 2020 lebten dort 93 Einwohner in 113 Haushalten auf einer Fläche von 97,85 km².

## Geographie
Nach dem United States Census Bureau hat Crawford eine Gesamtfläche von 97,85 km², von der 89,41 km² Land sind und 8,44 km² aus Gewässern bestehen.

### Geographische Lage
Crawford liegt zentral im Washington County. In der Mitte des Gebietes bis zur nördlichen Grenze liegt der Craford Lake, im Süden grenzt der Love Lake an. Diverse kleinere Seen verteilen sich über das Gebiet der Town. Die Oberfläche ist eher eben, die höchste Erhebung ist der 230 m hohe Marmon Mountain.

### Nachbargemeinden
Alle Entfernungen sind als Luftlinien zwischen den offiziellen Koordinaten der Orte aus der Volkszählung 2010 angegeben.
- Norden: North Washington, Unorganized Territory, 21,8 km
- Osten: Alexander, 8,9 km
- Südosten: Cooper, 13,7 km
- Süden: East Central Washington, Unorganized Territory, 29,1 km
- Südwesten: Wesley, 15,6 km
- Westen: North Washington, Unorganized Territory, 21,8 km

### Stadtgliederung
In Crawford gibt es zwei Siedlungsgebiete: Crawford und Poke.

### Klima
Die mittlere Durchschnittstemperatur in Crawford liegt zwischen −7,8 °C (18 °F) im Januar und 20,6 °C (69 °F) im Juli. Damit ist der Ort gegenüber dem langjährigen Mittel der USA um etwa 9 Grad kühler. Die Schneefälle zwischen Oktober und Mai liegen mit bis zu zweieinhalb Metern mehr als doppelt so hoch wie die mittlere Schneehöhe in den USA; die tägliche Sonnenscheindauer liegt am unteren Rand des Wertespektrums der USA.

## Geschichte
Crawford wurde zunächst als Township No. 20 Eastern Division, Bingham's Penobscot Purchase (T20 ED BPP) vermessen. Als Town wurde das Gebiet am 11. Februar 1828 organisiert. Zunächst unter dem Namen Adams, aber bereits am 28. Februar 1828 wurde der Name in Crawford zu Ehren von William Harris Crawford geändert. Von der benachbarten Town Alexander wurden im Jahr 1859 Gebiete hinzugenommen.

### Einwohnerentwicklung
| Volkszählungsergebnisse – Town of Crawford, Maine | Volkszählungsergebnisse – Town of Crawford, Maine | Volkszählungsergebnisse – Town of Crawford, Maine | Volkszählungsergebnisse – Town of Crawford, Maine | Volkszählungsergebnisse – Town of Crawford, Maine | Volkszählungsergebnisse – Town of Crawford, Maine | Volkszählungsergebnisse – Town of Crawford, Maine | Volkszählungsergebnisse – Town of Crawford, Maine | Volkszählungsergebnisse – Town of Crawford, Maine | Volkszählungsergebnisse – Town of Crawford, Maine | Volkszählungsergebnisse – Town of Crawford, Maine |
| Jahr                                              | 1800                                              | 1810                                              | 1820                                              | 1830                                              | 1840                                              | 1850                                              | 1860                                              | 1870                                              | 1880                                              | 1890                                              |
| ------------------------------------------------- | ------------------------------------------------- | ------------------------------------------------- | ------------------------------------------------- | ------------------------------------------------- | ------------------------------------------------- | ------------------------------------------------- | ------------------------------------------------- | ------------------------------------------------- | ------------------------------------------------- | ------------------------------------------------- |
| Einwohner                                         |                                                   |                                                   |                                                   | 182                                               | 300                                               | 324                                               | 273                                               | 209                                               | 206                                               | 140                                               |
| Jahr                                              | 1900                                              | 1910                                              | 1920                                              | 1930                                              | 1940                                              | 1950                                              | 1960                                              | 1970                                              | 1980                                              | 1990                                              |
| Einwohner                                         | 112                                               | 114                                               | 119                                               | 120                                               | 136                                               | 83                                                | 83                                                | 74                                                | 86                                                | 89                                                |
| Jahr                                              | 2000                                              | 2010                                              | 2020                                              | 2030                                              | 2040                                              | 2050                                              | 2060                                              | 2070                                              | 2080                                              | 2090                                              |
| Einwohner                                         | 108                                               | 105                                               | 93                                                |                                                   |                                                   |                                                   |                                                   |                                                   |                                                   |                                                   |

## Wirtschaft und Infrastruktur

### Verkehr
Die Maine State Route 9 verläuft durch die Town.

### Öffentliche Einrichtungen
Es gibt keine medizinischen Einrichtungen in Crawford. Die nächstgelegenen befinden sich in Machias.
Crawford besitzt keine eigene Bücherei. Die nächstgelegene befindet sich in Calais.

### Bildung
Für die Schulbildung in Crawford ist das Crawford School Department zuständig. In Crawford gibt es keine eigenen Schulen, Schülerinnen und Schüler besuchen Schulen in angrenzenden Gemeinden.